# Чичуа, Лонгин Михайлович
Князь Лонгин Михайлович (Георгиевич) Чичуа (1893 — 14 марта 1918) — штабс-капитан Корниловского ударного полка, герой Первой мировой войны.

## Биография
По окончании Александровского военного училища 1 октября 1914 года был произведен в подпоручики. В Первую мировую войну состоял в 4-м Туркестанском стрелковом полку. Удостоен ордена Св. Георгия 4-й степени
За то, что 20 февраля 1915 года во время ночной атаки неприятельской позиции у д. Пеньполе, идя в атаку впереди роты с дозорною цепью, под сильным ружейным и пулеметным огнем противника, преодолев 3 ряда проволочных заграждений, бросился с дозорною цепью на немецкие окопы и с боя лично овладел действующим пулеметом.
Произведен в поручики 4 февраля 1916 года, в штабс-капитаны — 19 октября того же года. Летом 1917 года стал одним из первых офицеров-добровольцев, которые явились на формирование ударного отряда при 8-й армии, вскоре развернутого в Корниловский ударный полк.
В декабре 1917 года прибыл в Добровольческую армию в составе Корниловского полка. Входил в отряд полковника Симановского. В 1-й Кубанский поход выступил в должности командира 2-й офицерской роты Корниловского ударного полка. Убит 1 марта 1918 года в бою у станицы Березанской.

## Награды
- Орден Святого Георгия 4-й ст. (ВП 7.11.1915)
- Орден Святой Анны 4-й ст. с надписью «за храбрость» (ВП 7.09.1916)
- Орден Святого Станислава 2-й ст. с мечами (ПАФ 8.05.1917)
- старшинство в чине подпоручика с 1 октября 1913 года (ПАФ 14.09.1917)
- старшинство в чине штабс-капитана с 21 марта 1916 года (ПАФ 14.09.1917)